# Hans Jensen (atlet)
 Der er flere personer med dette navn, se Hans Jensen.
Hans Jensen (født 4. juni 1903 – død 30. november 1983) var en dansk atlet medlem i Københavns IF. Han var på landsholdet 1927.

## Danske mesterskaber
- Bronze 1930 Længdespring 6,56
- Sølv 1929 Længdespring 6,68
- Sølv 1927 Længdespring 6,73
- Sølv 1926 Længdespring 6,59½

## Personlige rekord
- Længdespring: 6.82 10. juli 1928